# Cedric Badjeck
Cedric Badjeck (Yaoundé, 25 gennaio 1995 – Arnhem, 21 luglio 2025) è stato un calciatore camerunese, di ruolo attaccante.

## Carriera
Giocò 11 partite nella prima divisione olandese (6 con l'Utrecht e 5 con l'Excelsior), realizzandovi anche una rete.